# قرص مضغوط
القرص المضغوط أو المدمج أو المتراص (بالإنجليزية: Compact Disc أو ق م - CD)‏ هو قرص بصري يستخدم لتخزين البيانات، وتمت صناعته في الأصل لتخزين الصوت بإشارات رقمية. تطلى الجهة التي تخزن عليها المعلومات بطبقة رقيقة من الألمنيوم النقي وتستخدم أشعة الليزر في تسجيل البيانات كفجوات محفورة على مسارات حلزونية ضيقة جدا غير منظورة على سطحه، يبلغ عرض المسار 6,1 ميكرومتر واتساع الفجوة نحو 85,0 ميكرومتر (850 نانومتر).

## تاريخ الظهور
في عام 1982 قامت شركتا فيلبس وهيتاشي بعرض خاص لجهاز تشغيل القرص الصوتي اقرأ ما في الذاكرة فقط CD-ROM وذلك بعد النجاح الذي صادفه القرص الصوتي CD ودخل الأسواق التجارية في النصف الأول من عام 1985 مع كافة المعايير والمواصفات الخاصة بالجهاز والقرص في مطبوع أطلقت عليه الشركتان المنتجتان اسم الكتاب الأصفر وهما فيلبس وسوني صاحبتا الامتياز لهذا القرص وأغلب الأقراص الرقمية وفي عام 1987 ظهر القرص المضغوط الذي أضيفت له المعلومات الصورية الثابتة والمتحركة ليكون شاملا لكافة أوعية المعلومات الصوتية والنصية والصورية الثابتة والمتحركة من قبل شركتي فيلبس وسوني وعرف بالقرص المتفاعل Compact Disc Interactive حيث أصبح بالإمكان الإطلاع والاستفادة من كافة المعلومات بأوعيتها المختلفة من خلال وعاء واحد وبأسلوب عرض تفاعلي لجميع المعلومات وسرعان ما تطورت هذه الأقراص وظهرت أنواع منها الأقراص Photo-CD الذي ظهر عن شركتي فيلبس وكوداك عام 1990 وله قابلية على اختزان الصور الفوتوغرافية.

## أنواع تشكيل القرص المضغوط CD-ROM format
الجدول التالي يوضح مقارنة بين معمارية أو اسلوب بناء القطاعات sectors في القرص المضغوط (CD-DA and CD-ROMs):
| التشكيل Format                         | حجم القطاع بالبايت هو 2352 بايت | حجم القطاع بالبايت هو 2352 بايت | حجم القطاع بالبايت هو 2352 بايت | حجم القطاع بالبايت هو 2352 بايت | حجم القطاع بالبايت هو 2352 بايت | حجم القطاع بالبايت هو 2352 بايت | حجم القطاع بالبايت هو 2352 بايت | حجم القطاع بالبايت هو 2352 بايت |
| -------------------------------------- | ------------------------------- | ------------------------------- | ------------------------------- | ------------------------------- | ------------------------------- | ------------------------------- | ------------------------------- | ------------------------------- |
| CD digital audio القرص المضغوط الصوتي: | 2,352 بايت                      | 2,352 بايت                      | 2,352 بايت                      | 2,352 بايت                      | 2,352 بايت                      | 2,352 بايت                      | 2,352 بايت                      | 2,352 بايت                      |
| الاسلوب 1 للقرص المضغوط CD-ROM Mode 1: | 12 (Sync pattern)               | 3 بايت (عنوان)                  | 1 (Mode, 0x01)                  | 2,048 بايت (للبيانات)           | 4 بايت (لاكتشاف الخطا)          | 8 بايت (محجوز، 0)               | 276 (اصلاح الخطا)               | 276 (اصلاح الخطا)               |
| الاسلوب 2 للقرص المضغوط CD-ROM Mode 2: | 12 بايت (Sync pattern)          | 3 بايت (عنوان)                  | 1 (Mode, 0x02)                  | 2,336 بايت (للبيانات)           | 2,336 بايت (للبيانات)           | 2,336 بايت (للبيانات)           | 2,336 بايت (للبيانات)           | 2,336 بايت (للبيانات)           |

## المواصفات

توضيح طبقات القرص.
A. طبقة من البوليكربون تحوي الشفرة المضغوطة.
B.طبقة عاكسة تعكس شعاع الليزر.
C. طبقة طلاء مساعدة.
D. تجميل طباعي من المنتج.
E. شعاع ليزر يقرأ القرص وينعكس إلى ديود ضوئي يحول النبضات الصوئية إلى إشارات كهربائية.

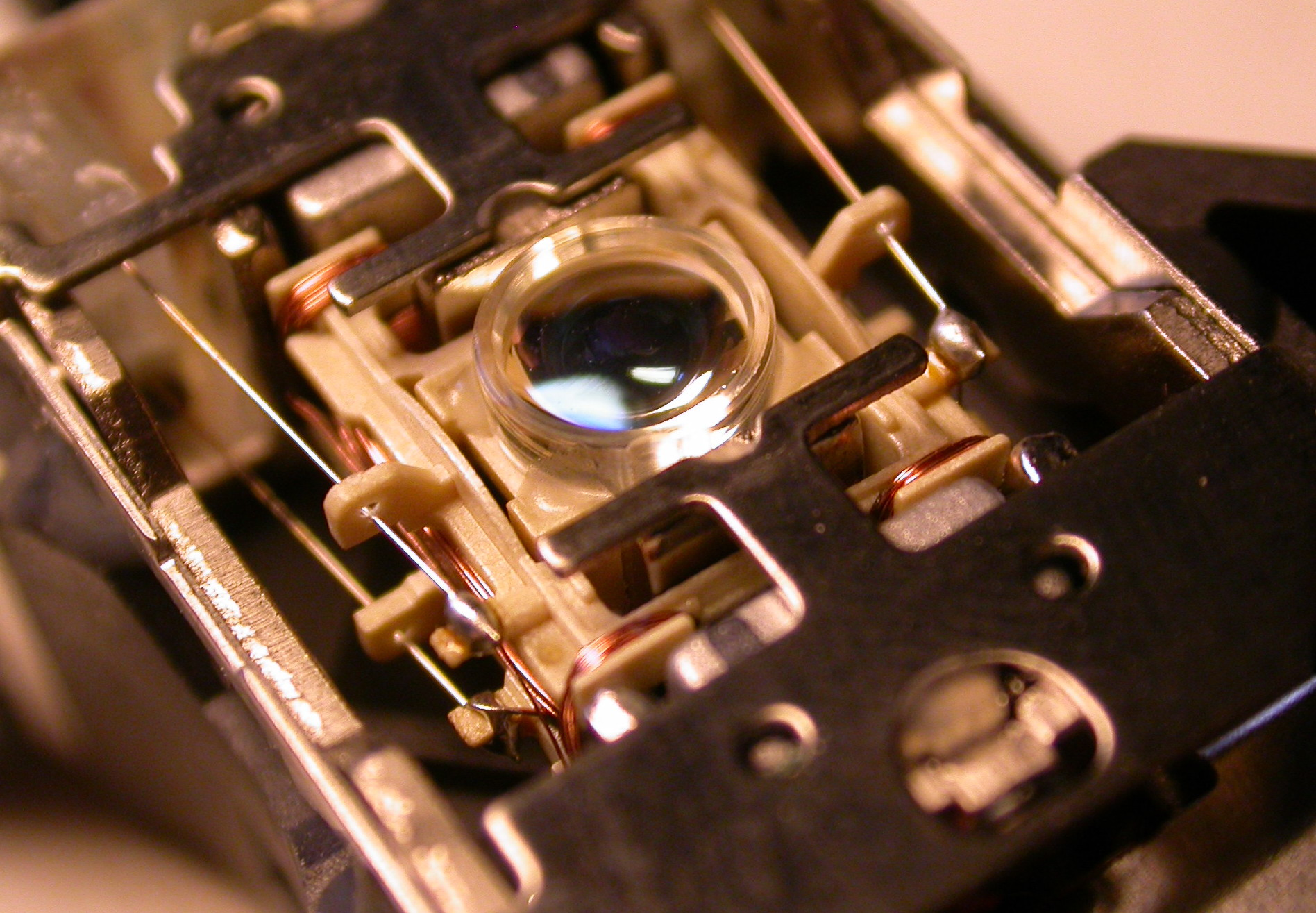
نظام العدسات لجهاز القراءة.

يتكون القرص ذو سمك 2و1 مليمتر عدة طبقات معظمه من البوليكربونات ويزن من 15 إلى 20 جرام.
وهو يتكون من المركز إلى الخارج: ثقب مركزي يوصل بلولب التدوير. يتبعها حلقة انتقالية أولى (حلقة التثبيت)، وحلقة رص، وحلقة انتقالية ثانية (حيز المرآة)، وحيز تخزين المعلومات والحرف الخارجي.
وترسب طبقة رقيقية جدا من الألمونيوم أو نادرا من الذهب على السطح عاكسة. وتُحفظ طبقة الالمونيوم بطبقة من البلاستيك يطبع عليها ماركة ونوع السي دي.
وتخزن المعلومات على القرص في هيئة فجوات دقيقة جدا pits على أثر حلزوني محفورة في قرص البوليكربونات. وتسمى المسحات بين الفجوات لاندز lands. ويبلغ عمق كل فجوة 100 نانومتر وعرضها 500 نانومتر ويختلف طولها بين 850 نانومتر إلى 6و3 ميكرومتر.

## الأنواع
والقرص المضغوط العادي يستطيع تسجيل الصوت بهيئة تتوافق مع المواصفات القياسية للكتاب الأحمر. يتكون القرص المضغوط من مجموعة من مقاطع الصوت الثنائية التي تم تسجيلها باستخدام ترميز بي سي إم 16-بت بمتوسط عينات (Sample Rate) يعادل 44.1 كيلو هرتز. وللقرص المضغوط قطر يبلغ 120 ملم، والحديث منها قطر 80 ملم. يستطيع القرص ذو القطر 120 ملم أن يخزن 74 دقيقة من الصوت. ويوجد الآن منتجات بإمكانها تخزين 80 أو حتى 90 دقيقة. أما القرص ذو القطر 80 ملم فيستطيع تخزين 20 دقيقة من الصوت.
ثم استخدمت تقنية الأقراص المضغوطة لاستخدامها في تخزين البيانات والتي أصبحت تعرف باسم «الأقراص المضغوطة - قراءة الذاكرة فقط» أو CD-ROM. في عام 2004 بيع من الأنواع الثلاثة للأقراص المضغوطة (CD-Audio لتسجيل الصوتيات الرقمية وCD-ROM لتسجيل البيانات وCD-R للتسجيل مرة واحدة) حوالي 30 مليار قرص.

## السعة التخزينية
رمز التجزئة للمادة: قرص مدمج # سعة التخزين والسرعة.
تقاس السعة التخزينية للقرص المضغوط بوحدة الميجا بايت وتتراوح بين 184ميجا بايت حتى 900 ميجا بايت ومن المنتظر انتهاء العمل بهذا النوع من الأقراص بعد انتشار ورخص اقراص دي في دي والتي تصل سعتها إلى 8 جيجا بايت.
كل قرص مدمج يحتوي فقط من معلومات لغير التعديل: يمكن قراءة القرص الضوئي باستعمال قارئ القرص الضوئي، ولكن لا يمكن أن يكتب أو يسجل إلا باستخدام آلة الجرافير.
ومن الأقراص الضوئية من البلاستيك، على بعد حوالي 12 سم قطرا و1.2 مم سمكا. وهذا يجعله حامل للمعلومات جد خفيف، يمكن أن تحتوي على 650 أو 700 ميقا أوكتي من البيانات، أي 74 أو 80 دقيقة من التسجيل الصوتي للبيانات في شكل الأصلي للأقراص المدمجة (16 بت، ستيريو، غير مضغوط، 100 44 هرتز.
وهناك أيضا أقراص العالي القدرات، ولكن من الممكن تواجد الأخطاء عند القراءة.